# Дезидерио (кардинал)
Дезидерио (Desiderio, также известный как Didier) — католический церковный деятель XII века. На консистории 1105 года был провозглашен кардиналом-священником с титулом церкви Санта-Прасседе. Участвовал в выборах папы 1118 (Геласий II), 1124 (Гонорий II) и 1130 (антипапа Анаклет II) годов.